# Andrei Gorcea
Andrei Cristian Gorcea (Cluj-Napoca, 2 agosto 2001) è un calciatore rumeno, portiere dell'UTA Arad.

## Carriera

### Club
Gorcea è cresciuto nel settore giovanile della squadra della sua città natale, l'U Cluj. Ha esordito in prima squadra il 1º marzo 2020 contro il Buzău in Liga II. Divenuto titolare nel 2022, al termine della stagione ha contribuito alla promozione del club in Liga I grazie alla vittoria nei playoff contro la Dinamo Bucarest.
Il 17 luglio 2022 ha debuttato nella prima divisione rumena contro il FCSB.

### Nazionale
Il 2 giugno 2023 è stato incluso nella lista dei convocati per l'Europeo Under-21.

## Statistiche

### Presenze e reti nei club
Statistiche aggiornate al 21 giugno 2023.
| Stagione        | Squadra         | Campionato      | Campionato | Campionato | Coppe nazionali | Coppe nazionali | Coppe nazionali | Coppe continentali | Coppe continentali | Coppe continentali | Altre coppe | Altre coppe | Altre coppe | Totale | Totale | Totale |
| Stagione        | Squadra         | Comp            | Pres       | Reti       | Comp            | Pres            | Reti            | Comp               | Pres               | Reti               | Comp        | Pres        | Reti        | Pres   | Reti   |        |
| --------------- | --------------- | --------------- | ---------- | ---------- | --------------- | --------------- | --------------- | ------------------ | ------------------ | ------------------ | ----------- | ----------- | ----------- | ------ | ------ | ------ |
| 2019-2020       | U Cluj          | L2              | 2          | -4         | CR              | 0               | 0               | -                  | -                  | -                  | -           | -           | -           | 2      | -4     |        |
| 2020-2021       | U Cluj          | L2              | 1          | -2         | CR              | 1               | -2              | -                  | -                  | -                  | -           | -           | -           | 2      | -4     |        |
| 2021-2022       | U Cluj          | L2              | 26         | -21        | CR              | 1               | 0               | -                  | -                  | -                  | -           | -           | -           | 27     | -21    |        |
| 2022-2023       | U Cluj          | L1              | 25         | -25        | CR              | 5               | -1              | -                  | -                  | -                  | -           | -           | -           | 30     | -26    |        |
| Totale carriera | Totale carriera | Totale carriera | 54         | -52        |                 | 7               | -3              |                    | -                  | -                  |             | -           | -           | 61     | -55    |        |